# 奥尔内拉·厄蒂·雷耶斯
奥尔内拉·厄蒂·雷耶斯（1991年12月14日—，Ornella Oettl Reyes），德裔秘鲁女子高山滑雪运动员。奥尔内拉生于德国慕尼黑，父亲是德国人，母亲是秘鲁人。自2010年起，她一直代表秘鲁参加国际比赛。她曾经参加温哥华、索契两届冬奥会的比赛。
她的弟弟曼弗雷德·厄蒂·雷耶斯同样从事高山滑雪，也参加了2010年、2014年两届冬奥会。